# San Antonio Kiché
San Antonio Kiché, es una localidad del estado de Yucatán, México, perteneciente al municipio de Baca ubicada al suroriente de Baca, la cabecera municipal.

## Toponimia
El nombre (San José Kiché) hace referencia a José de Nazaret y Kiché proviene del idioma maya.

## Hechos históricos
- En 1910 cambia su nombre de San Antonio Kunché a San Antonio Kuiché.
- En 1960 cambia a San Antonio.
- En 1990 cambia a Kiché.
- En 1995 cambia a San Antonio Kiché.

## Importancia histórica
Tuvo su esplendor durante la época del auge henequenero y emitió fichas de hacienda las cuales por su diseño son de interés para los numismáticos. Dichas fichas acreditan la hacienda como propiedad de Pascual Gamboa Rivero en 1910.

## Demografía
Según el censo de 2005 realizado por el INEGI, la población de la localidad era de 0 habitantes.
| 11                          | 7 | 0 | 5 | 0 | 0 | 0 | 0 | 0 | 0 | 0 | 0 | 0 |
| (Fuente: INEGI [Consultar]) |   |   |   |   |   |   |   |   |   |   |   |   |

## Galería

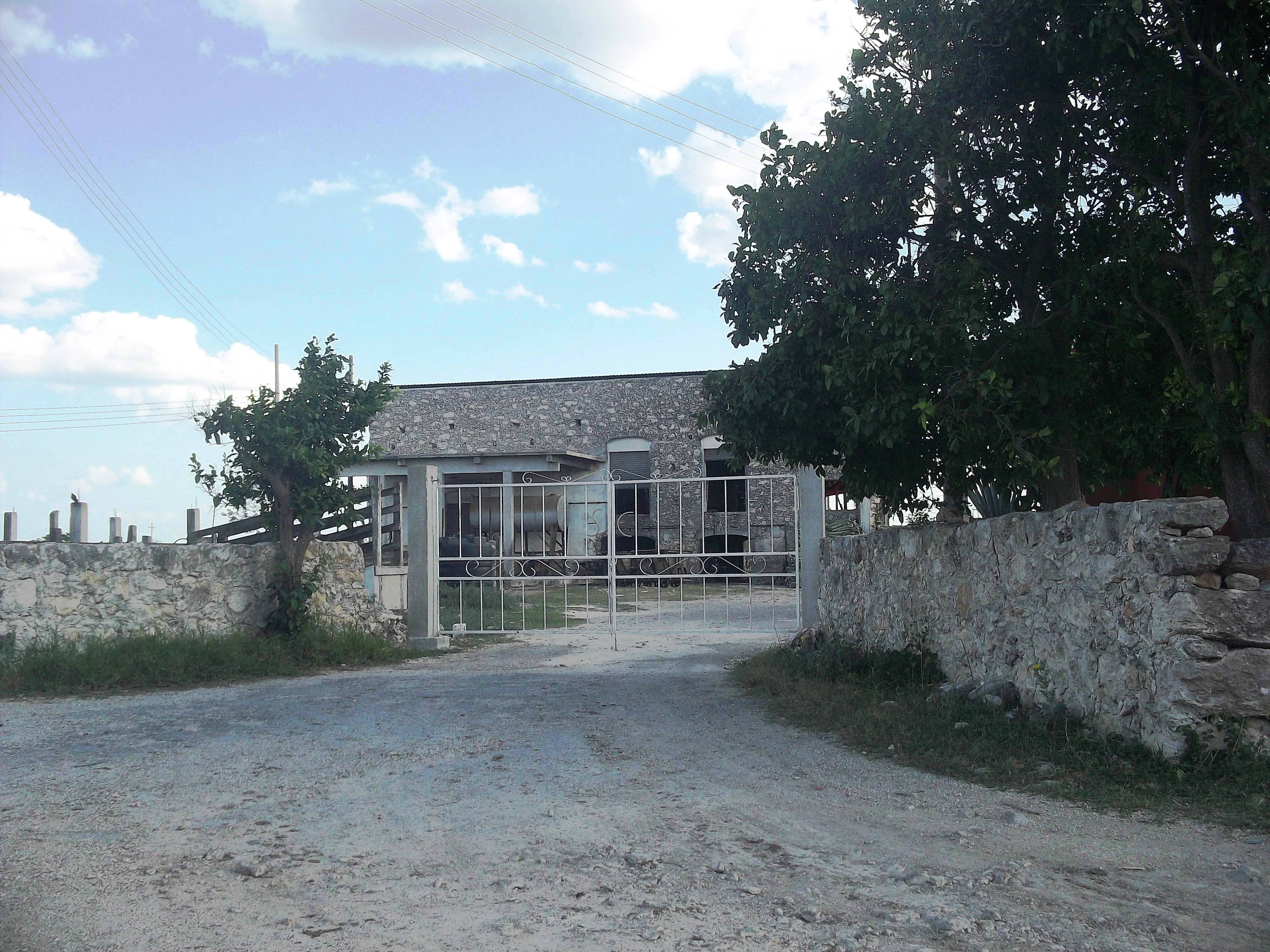
Entrada de San Antonio Kiché.